# Prozaurolof

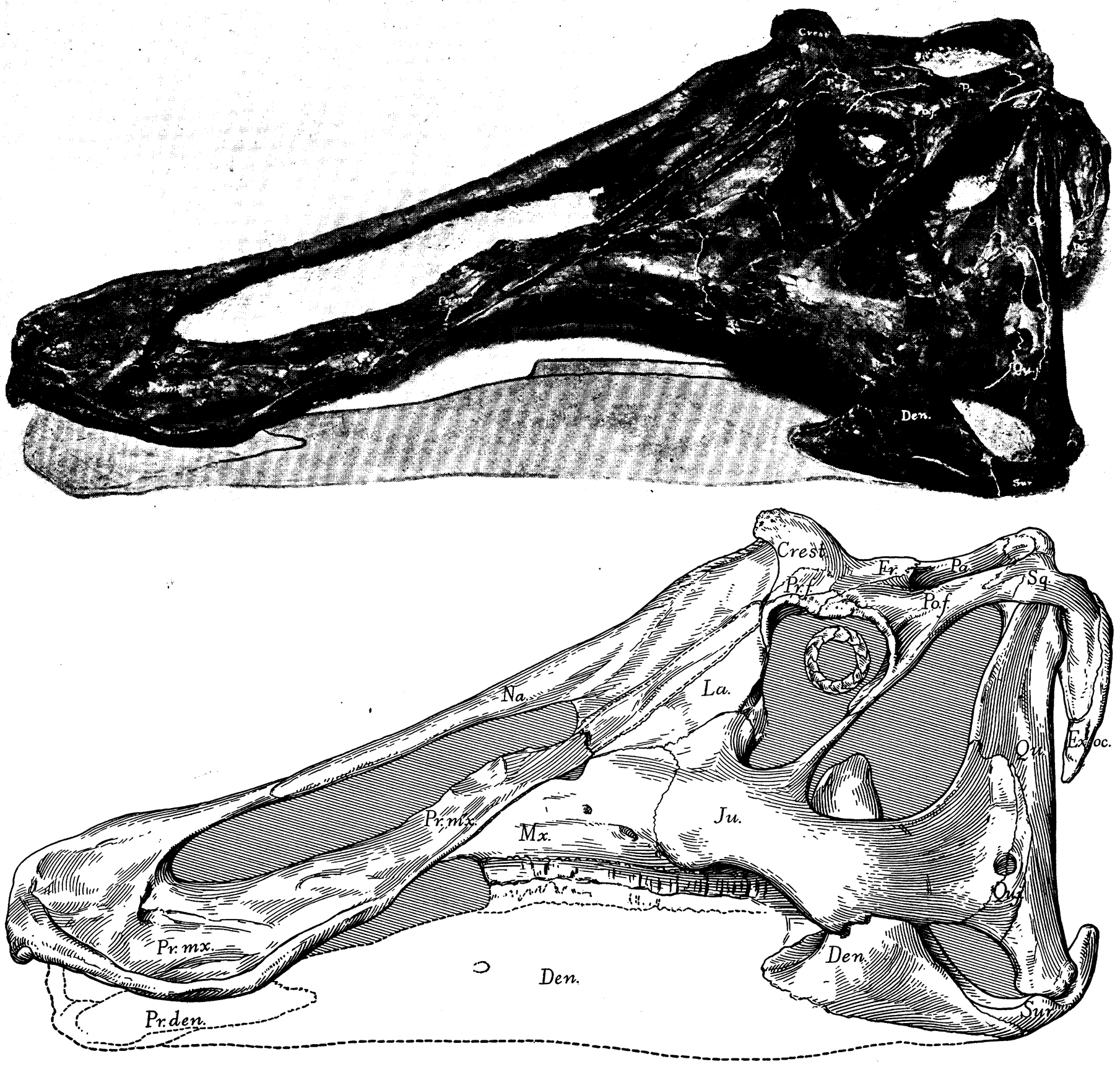
Prosaurolophus maximus, czaszka zrekonstruowana przez Barnuma Browna

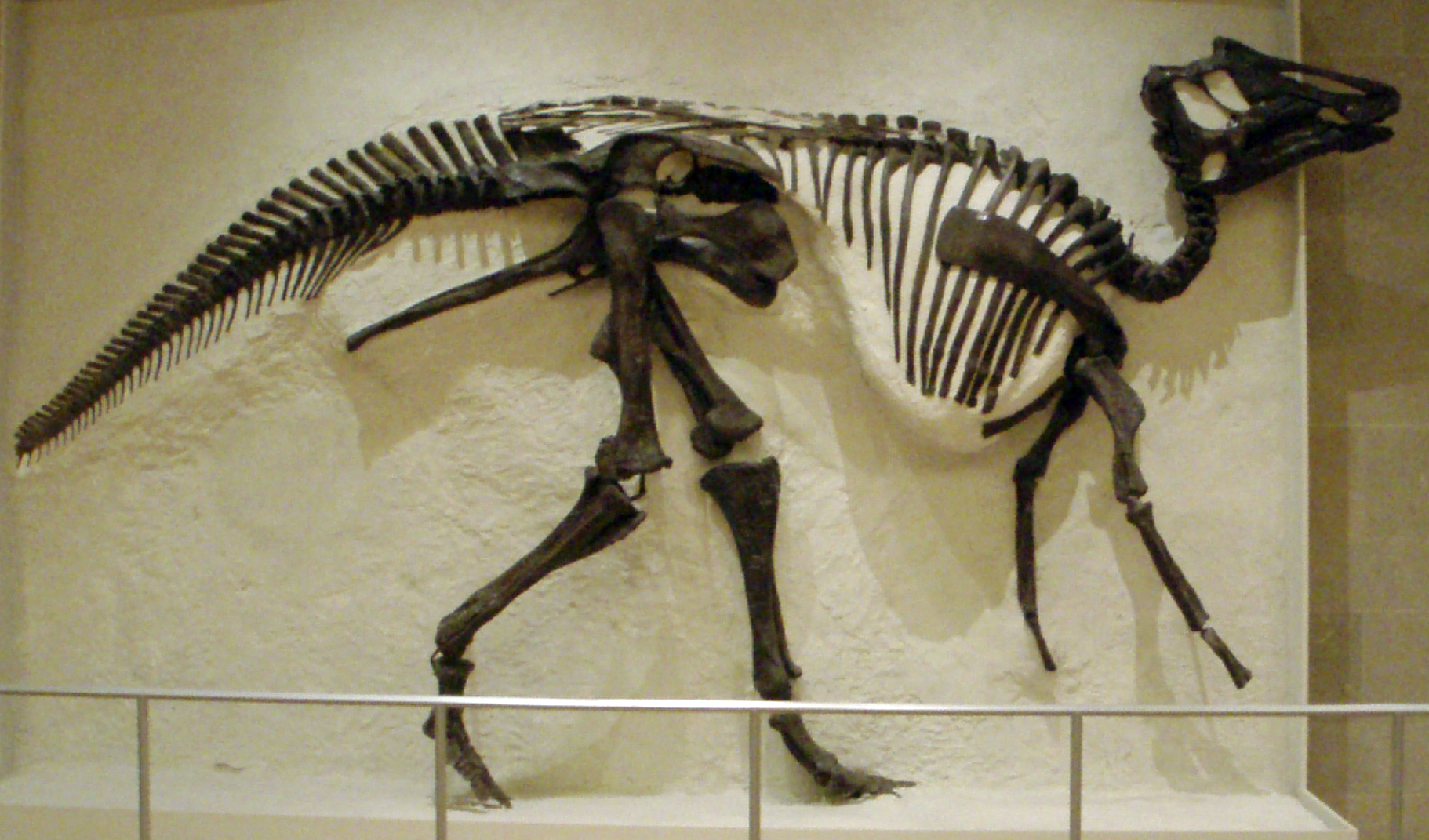
P. maximus, Royal Ontario Museum, Toronto

Prozaurolof (Prosaurolophus) – rodzaj dinozaura kaczodziobego żyjącego w późnej kredzie w Ameryce Północnej. Odkrycia pozostałości co najmniej dwudziestu pięciu osobników należących do dwóch gatunków, w tym zarówno czaszek, jak i szkieletów. Pomimo tego nie należy do najlepiej znanych opinii publicznej dinozaurów. Skamieniałości tego liczącego 9 metrów długości stworzenia znaleziono w późnokampańskiej formacji Dinosaur Park w Albercie i prawie współczesnej jej montańskiej formacji Two Medicine, liczą one sobie około 75 milionów lat. Najbardziej charakterystyczna cecha zwierzęcia to niewielki, lecz masywny grzebieniem tworzony przez kości nosowe, sterczący przed oczami.
Gatunek typowy,  P. maximus, opisał w 1916 amerykański paleontolog Barnum Brown z Amerykańskiego Muzeum Historii Naturalnej. Kolejny gatunek, P. blackfeetensis, został nazwany przez Jacka Hornera z Museum of the Rockies w 1992. Różnią się one głównie wielkością grzebienia i proporcjami w obrębie czaszki.

## Morfologia
Prosaurolophus był dużym kaczodziobym. Jego najbardziej kompletne znalezisko cechuje się mierzącą 0,9 metra długości czaszką, przy czym cały szkielet liczy sobie 8,5 metra. Zwierzę miało niewielki, gruby, trójkątny grzebień przed oczami, którego wklęsłe boki tworzyły wgłębienia. Kość ramienna była względnie krótka.
Budowa prozaurolofa nie wyróżniała go spośród kaczodziobych. Jak prawie wszystkie hadrozaury, cały przód jego czaszki, spłaszczony i poszerzony, tworzył dziób idealny do skubania liści i gałązek północnoamerykańskich lasów. Podobnie jak u innych hadrozaurów w tylnej części pyska znajdowało się kilkaset zębów służących do miażdżenia pokarmu przed połknięciem.
Wyróżniane gatunki różniły się, jak już wspomniano, detalami budowy grzebienia. Poza tym z profilu twarz P. blackfeetensis rekonstruuje się jako bardziej stromą i wyższą niż u P. maximus. U tego pierwszego grzebień podczas wzrostu ulegał przemieszczeniu do tyłu, w kierunku oczu.

## Klasyfikacja
|  | Gryposaurus                                                                    |
|  |                                                                                |
|  | \| \| Edmontosaurus \| \| \| \| \| \| Brachylophosaurus, Maiasaura \| \| \| \| |
|  |                                                                                |
|  | Edmontosaurus                                                                  |
|  |                                                                                |
|  | Brachylophosaurus, Maiasaura                                                   |
|  |                                                                                |

|  | Edmontosaurus                |
|  |                              |
|  | Brachylophosaurus, Maiasaura |
|  |                              |

|  | Gryposaurus                                                                    |
|  |                                                                                |
|  | \| \| Edmontosaurus \| \| \| \| \| \| Brachylophosaurus, Maiasaura \| \| \| \| |
|  |                                                                                |
|  | Edmontosaurus                                                                  |
|  |                                                                                |
|  | Brachylophosaurus, Maiasaura                                                   |
|  |                                                                                |

|  | Edmontosaurus                |
|  |                              |
|  | Brachylophosaurus, Maiasaura |
|  |                              |

|  | "Kritosaurus" australis |
|  |                         |
|  | Naashoibitosaurus       |
|  |                         |
|  | Saurolophus             |
|  |                         |

|  | Gryposaurus                                                                    |
|  |                                                                                |
|  | \| \| Edmontosaurus \| \| \| \| \| \| Brachylophosaurus, Maiasaura \| \| \| \| |
|  |                                                                                |
|  | Edmontosaurus                                                                  |
|  |                                                                                |
|  | Brachylophosaurus, Maiasaura                                                   |
|  |                                                                                |

|  | Edmontosaurus                |
|  |                              |
|  | Brachylophosaurus, Maiasaura |
|  |                              |

|  | Gryposaurus                                                                    |
|  |                                                                                |
|  | \| \| Edmontosaurus \| \| \| \| \| \| Brachylophosaurus, Maiasaura \| \| \| \| |
|  |                                                                                |
|  | Edmontosaurus                                                                  |
|  |                                                                                |
|  | Brachylophosaurus, Maiasaura                                                   |
|  |                                                                                |

|  | Edmontosaurus                |
|  |                              |
|  | Brachylophosaurus, Maiasaura |
|  |                              |

|  | "Kritosaurus" australis |
|  |                         |
|  | Naashoibitosaurus       |
|  |                         |
|  | Saurolophus             |
|  |                         |

|  | Gryposaurus                                                                    |
|  |                                                                                |
|  | \| \| Edmontosaurus \| \| \| \| \| \| Brachylophosaurus, Maiasaura \| \| \| \| |
|  |                                                                                |
|  | Edmontosaurus                                                                  |
|  |                                                                                |
|  | Brachylophosaurus, Maiasaura                                                   |
|  |                                                                                |

|  | Edmontosaurus                |
|  |                              |
|  | Brachylophosaurus, Maiasaura |
|  |                              |

|  | Gryposaurus                                                                    |
|  |                                                                                |
|  | \| \| Edmontosaurus \| \| \| \| \| \| Brachylophosaurus, Maiasaura \| \| \| \| |
|  |                                                                                |
|  | Edmontosaurus                                                                  |
|  |                                                                                |
|  | Brachylophosaurus, Maiasaura                                                   |
|  |                                                                                |

|  | Edmontosaurus                |
|  |                              |
|  | Brachylophosaurus, Maiasaura |
|  |                              |

|  | "Kritosaurus" australis |
|  |                         |
|  | Naashoibitosaurus       |
|  |                         |
|  | Saurolophus             |
|  |                         |

|  | Gryposaurus                                                                    |
|  |                                                                                |
|  | \| \| Edmontosaurus \| \| \| \| \| \| Brachylophosaurus, Maiasaura \| \| \| \| |
|  |                                                                                |
|  | Edmontosaurus                                                                  |
|  |                                                                                |
|  | Brachylophosaurus, Maiasaura                                                   |
|  |                                                                                |

|  | Edmontosaurus                |
|  |                              |
|  | Brachylophosaurus, Maiasaura |
|  |                              |

|  | Gryposaurus                                                                    |
|  |                                                                                |
|  | \| \| Edmontosaurus \| \| \| \| \| \| Brachylophosaurus, Maiasaura \| \| \| \| |
|  |                                                                                |
|  | Edmontosaurus                                                                  |
|  |                                                                                |
|  | Brachylophosaurus, Maiasaura                                                   |
|  |                                                                                |

|  | Edmontosaurus                |
|  |                              |
|  | Brachylophosaurus, Maiasaura |
|  |                              |

|  | "Kritosaurus" australis |
|  |                         |
|  | Naashoibitosaurus       |
|  |                         |
|  | Saurolophus             |
|  |                         |

Z powodu nazwy prozaurolofa łączy się zwykle z zaurolofem. Ich pokrewieństwo stanowi jednak kwestię dyskusyjną. Niektórzy autorzy uznają bliskie pokrewieństwo zwierząt, podczas gdy inni nie, umieszczając prozaurolofa bliżej brachylofozaura, edmontozaura, grypozaura i majazaury. W każdym razie lokuje się go w podrodzinie hadrozaurów płaskogłowych, co wiąże się z brakiem długiego wydrążonego grzebienia zdobiącego głowę.
Kladogram widoczny po lewej opiera się na pracy Jacka Hornera, Davida B. Weishampela i Catherine Forster z 2004 w drugiej edycji The Dinosauria. Według tej pracy Prosaurolophus sytuuje się blisko rodzajów takich, jak grypozaur. Należy pamiętać, że to tylko jeden z wielu zaproponowanych dla dinozaurów kaczodziobych.
W 2014 został wraz z zaurolofem i wydzielonym właśnie z Saurolophus rodzajem Augustynolophus do nowego plemienia Saurolophini w obrębie podrodziny Saurolophinae.

## Historia
Znany paleontolog Barnum Brown znalazł kaczodziobą czaszkę w 1915 dla Amerykańskiego Muzeum Historii Naturalnej (AMNH 5836) w rzece Red Deer w Albercie, w okolicy Steveville. W następnym roku opisał swe znalezisko jako nowy rodzaj Prosaurolophus. Naukowiec uzasadnił wybór takiej nazwy porównaniem z opisanym przez siebie w 1912 zaurolofem posiadającym podobny, choć nieco dłuższy i bardziej spiczasty grzebień. Należący do czaszki pysk zniszczył się i został niewłaściwie zrekonstruowany jako zbyt długi. Jednak późniejsze badania pokazały jego prawdziwy kształt, widoczny choćby w prawie komletnych szkielecie i czaszce opisanych przez Williama Parksa w 1924. W sumie odnaleziono od 20 do 25 osobników tego gatunku, w tym 7 czaszek i kilka szkieletów pozaczaszkowych.
Wyodrębnienie drugiego gatunku, P. blackfeetensis, bazuje na znalezisku należącym do Museum of the Rockies (MOR 454), opisanym przez innego znanego paleontologa, Jacka Hornera. Obejmuje ono pozostałości trzech lub czterech zwierząt odszukanych w montańskim hrabstwie Glacier. W tym przypadku szczątki spoczywały razem, co świadczy o wspólnym życiu tych prozaurolofów przynajmniej przez pewien czas. Prawdopodobnie zgromadziły się one wokół źródła wody, gdy zapanowała powódź. Choć wiele nazw gatunków dinozaurów kaczodziobych zsynonimizowano ze sobą, P. blackfeetensis wydaje się pewny

## Paleoekologia
Formacja Dinosaur Park, z której pochodzi Prosaurolophus maximus, stanowi pozostałości rzeki płynącej niegdyś przez równinę zalewową. Gdy Morze Środkowego Zachodu posuwało się na zachód, był to bagnisty teren o morskim klimacie, cieplejszym niż dzisiejsza Alberta, bez mrozów. Występowały w nim okresy suche i wilgotne. Iglaste dominowały w koronach lasów, poniżej w podszycie rosły paprotniki (w tym olbrzymkowce Cyatheales) i rośliny kwiatowe. W tej dobrze poznanej formacji P. maximus pojawia się tylko w jej górnej części, w której przejawiał się większy, niż w dolnej wpływ morza. Jest jej najpopularniejszym hadrozaurem płaskogłowym, pojawia się pomiędzy osadami liczącymi od około 76 do około 74 milionów lat. Formacja Dinosaur Park zachowała także szczątki wielu innych dobrze znanych dinozaurów zamieszkujących jej  tereny. Należy wymienić roślinożerne ceratopsy, jak centrozaur, styrakozaur i chasmozaur, inne kaczodziobe, jak grypozaur, korytozaur, lambeozaur i parazaurolof, oraz pancerne, jak edmontonia i euoplocefal. Mięsem żywiły się tyranozaury, jak gorgozaur.
Z kolei powstała w podobnym czasie formacja Two Medicine, ojczysta dla P. blackfeetensis, znana jest ze skamieniałych dinozaurzych gniazd, jaj i młodych należących do kaczodziobych hipakrozaura i majazaury oraz drapieżnego troodona. Do mięsożerców zaliczamy w niej też przedstawiciela tyranozaurów daspletozaura, członka cenagnatów chirostenota i dromeozaury bambiraptora i zaurornitolesta, do roślinożerców zaś ankylozaury edmontonię i euoplocefala, podobnie, jak w przypadku formacji Dinosaur Park, hipsylofodonta orodroma i dinozaury rogate: achelozaura, brachyceratopsa, einiozaura i styrakozaura (dokładniej gatunek S. ovatus). Formacja Two Medicine leżała dalej od morza i wyżej, niż Dinosaur Park, była też bardziej sucha.

## Paleobiologia

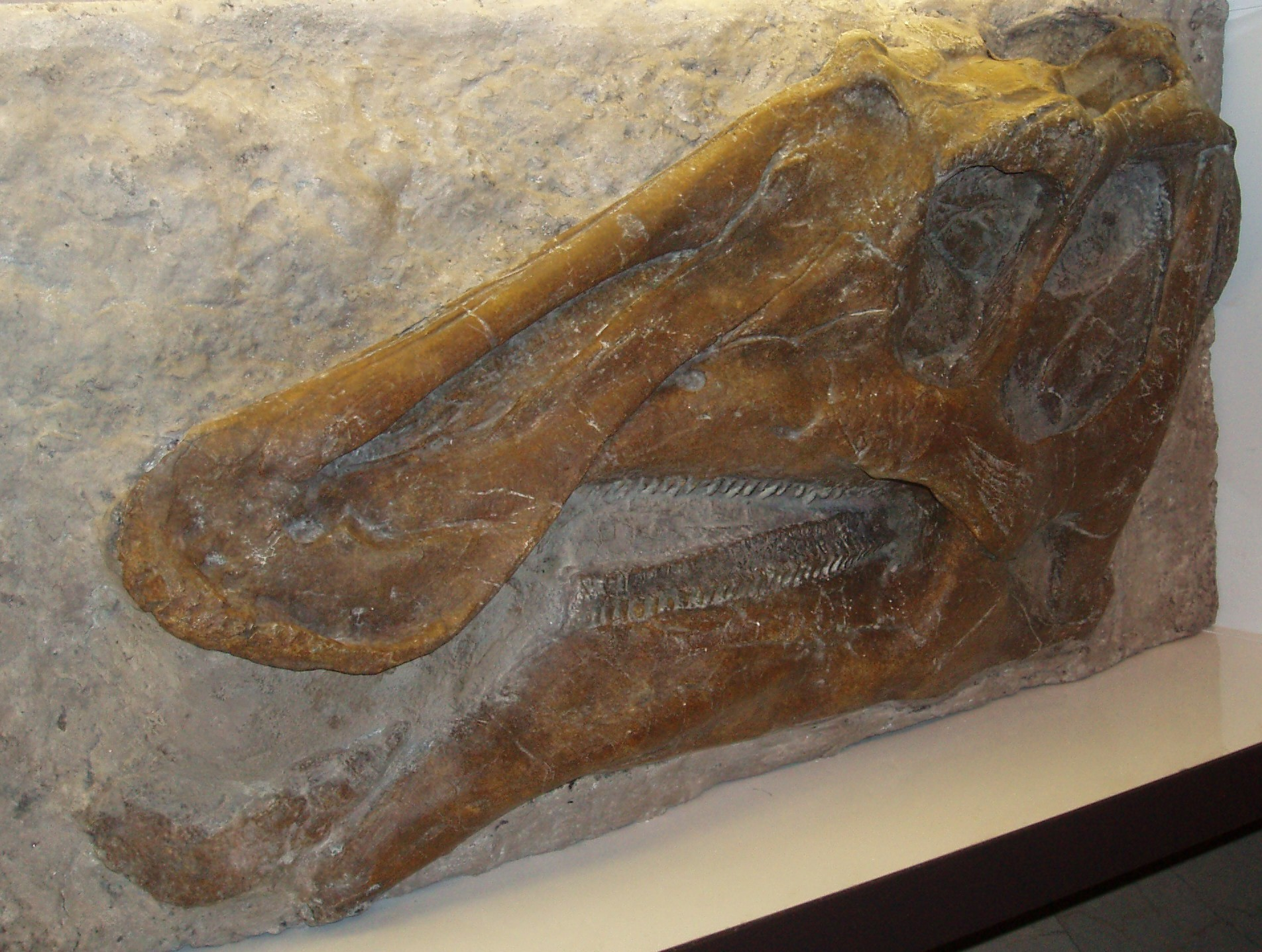
Prosaurolophus maximus, czaszka

Jako hadrozaur, prozaurolof był dużym roślinożercą o czaszce skomplikowanej budowy, umożliwiającej miażdżące ruchy przypominające żucie. Jego baterie policzkowe zawierały setki zębów, zastępowanych w sposób ciągły. Tylko nielicznych z nich dinozaur kiedykolwiek użył. Zwierzę zrywało pokarm roślinny swym szerokim dziobem, po czym umieszczało w strukturach przypominających policzki. Żywiło się roślinami na wysokości od poziomu gruntu do około czterech metrów. Jak inne kaczodziobe, Prosaurolophus mógł poruszać się na dwóch lub czterech łapach.

### Zachowania społeczne
Pozostałości w skałach wskazują na stadny tryb życia osobników tego rodzaju przynajmniej przez część roku. Dodatkowo wymienia się kilka potencjalnych sposobów, za pomocą których prozaurolof komunikował się z innymi przedstawicielami swej grupy. Ważną rolę gra tu kostny grzebień na twarzy, być może występowały też uchyłki nosowe. Miałyby one formę nadmuchiwanych powietrzem worków z tkanek miękkich, ukrytych w głębokich zagłębieniach oskrzydlających grzebień i wydłużonych otworach na nozdrza. Zwierzę mogło ich używać do przekazywania sygnałów zarówno wzrokowych, jak i słuchowych.